# Siergiej Tkaczow
Siergiej Anatoljewicz Tkaczow, ros. Сергей Анатольевич Ткачёв (ur. 19 maja 1989 w Boguczarze, w obwodzie woroneskim, Rosyjska FSRR) – rosyjski piłkarz, grający na pozycji pomocnika.

## Kariera piłkarska

### Kariera klubowa
Wychowanek FCSz-73 Woroneż. Rozpoczął karierę piłkarską w miejscowej drużynie Fakieł-Woronież Woroneż. W 2009 został zaproszony do Krylji Sowietow Samara. W lutym 2011 przeszedł do ukraińskiego Metalista Charków. Nie potrafił przebić się do podstawowego składu i podczas przerwy zimowej sezonu 2011/12 powrócił do ojczyzny, gdzie został wypożyczony do Urału Jekaterynburg. Latem 2012 został wypożyczony do FK Sewastopol. W czerwcu 2013 roku podpisał 3-letni kontrakt z Lokomotiwem Moskwa.